# Olympische Winterspiele 1992/Teilnehmer (Japan)
| Gelbes Symbol für Goldmedaillen mit stilisierten Olympischen Ringen | Graues Symbol für Silbermedaillen mit stilisierten Olympischen Ringen | Braundes Symbol für Bronzemedaillen mit stilisierten Olympischen Ringen |
| ------------------------------------------------------------------- | --------------------------------------------------------------------- | ----------------------------------------------------------------------- |
| 1                                                                   | 2                                                                     | 4                                                                       |

Japan nahm an den Olympischen Winterspielen 1992 im französischen Albertville mit einer Delegation von 60 Athleten in elf Disziplinen teil, davon 40 Männer und 20 Frauen. Mit einer Goldmedaille, zwei Silber- und vier Bronzemedaillen belegte Japan den elften Rang im Medaillenspiegel. Der Olympiasieg ging an die Mannschaft der Nordischen Kombinierer.
Fahnenträger bei der Eröffnungsfeier war der Shorttracker Tsutomu Kawasaki.

## Teilnehmer nach Sportarten

### Biathlon
Männer
- Atsushi Kazama
10 km Sprint: 78. Platz (30:34,7 min)
20 km Einzel: 63. Platz (1:04:32,8 h)

- Misao Kodate
10 km Sprint: 36. Platz (28:07,0 min)
20 km Einzel: 28. Platz (1:00:53,1 h)

Frauen
- Yoshiko Honda-Mikami
7,5 km Sprint: 12. Platz (26:57,3 min)
15 km Einzel: 35. Platz (57:55,8 min)

### Bob
Männer, Zweier
- Naomi Takewaki, Fuminori Tsushima (JPN-1)
21. Platz (4:07,45 min)

- Toshio Wakita, Ryoji Yamazaki (JPN-2)
19. Platz (4:06,86 min)

Männer, Vierer
- Toshio Wakita, Ryoji Yamazaki, Fuminori Tsushima, Naomi Takewaki (JPN-1)
17. Platz (3:57,24 min)

### Eiskunstlauf
Männer
- Masakazu Kagiyama
13. Platz (20,5)

- Mitsuhiro Murata
23. Platz (34,0)

Frauen
- Midori Itō
Silber  (4,0)

- Yuka Satō
7. Platz (10,5)

Paare
- Rena Inoue & Tomoaki Koyama
14. Platz (21,0)

### Eisschnelllauf
Männer
- Tōru Aoyanagi
1500 m: 12. Platz (1:57,36 min)

- Yūji Fujimoto
1000 m: 11. Platz (1:15,78 min)

- Junichi Inoue
500 m: Bronze  (37,26 s)

- Toshihiko Itokawa
5000 m: 18. Platz (7:20,50 min)
10.000 m: 13. Platz (14:42,35 min)

- Toshiyuki Kuroiwa
500 m: Silber  (37,18 s)
1000 m: 9. Platz (1:15,56 min)

- Yasunori Miyabe
500 m: 5. Platz (37,49 s)
1000 m: 19. Platz (1:16,52 min)

- Yukinori Miyabe
500 m: 18. Platz (38,12 s)
1000 m: Bronze  (1:14,92 min)
1500 m: 9. Platz (1:56,99 min)

- Kazuhiro Satō
1500 m: 28. Platz (2:00,51 min)
5000 m: 17. Platz (7:19,69 min)
10.000 m: 5. Platz (14:28,30 min)

- Keiji Shirahatato
1500 m: 44. Platz (2:05,47 min)
5000 m: 22. Platz (7:24,95 min)
10.000 m: 18. Platz (14:47,56 min)

Frauen
- Yoko Fukazawa
500 m: 24. Platz (42,18 s)
1000 m: 24. Platz (1:25,00 min)

- Seiko Hashimoto
500 m: 12. Platz (41,32 s)
1000 m: 5. Platz (1:22,63 min)
1500 m: Bronze  (2:06,88 min)
3000 m: 12. Platz (4:32,12 min)
5000 m: 9. Platz (7:47,65 min)

- Yumi Kaeriyama
1500 m: 19. Platz (2:10,75 min)
3000 m: 13. Platz (4:33,53 min)
5000 m: 12. Platz (7:50,77 min)

- Kyoko Shimazaki
500 m: 7. Platz (40,98 s)
1000 m: 18. Platz (1:24,28 min)

- Noriko Toda
500 m: 23. Platz (41,97 s)
1000 m: 23. Platz (1:24,96 min)

- Mie Uehara
1500 m: 11. Platz (2:09,33 min)
3000 m: 17. Platz (4:37,54 min)
5000 m: 14. Platz (7:54,15 min)

### Freestyle-Skiing
Männer
- Osamu Yamazaki
Buckelpiste: 40. Platz (in der Qualifikation ausgeschieden)

### Nordische Kombination
- Masashi Abe
Einzel (Normalschanze / 15 km): 30. Platz (51:08,5 min)

- Takanori Kōno
Einzel (Normalschanze / 15 km): 19. Platz (48:46,3 min)
Mannschaft (Normalschanze / 10 km): Gold  (1:23:36,5 h)

- Reiichi Mikata
Einzel (Normalschanze / 15 km): 34. Platz (52:09,1 min)
Mannschaft (Normalschanze / 10 km): Gold  (1:23:36,5 h)

- Kenji Ogiwara
Einzel (Normalschanze / 15 km): 7. Platz (46:25,5 min)
Mannschaft (Normalschanze / 10 km): Gold  (1:23:36,5 h)

### Rodeln
Männer, Einsitzer
- Kazuhiko Takamatsu
17. Platz (3:05,800 min)

Männer, Doppelsitzer
- Atsushi Sasaki & Yuji Sasaki
18. Platz (1:35,342 min)

### Shorttrack
Männer
- Yūichi Akasaka
5000-m-Staffel: Bronze  (7:18,18 min)

- Tatsuyoshi Ishihara
500 m: 15. Platz (im Viertelfinale ausgeschieden)
5000-m-Staffel: Bronze  (7:18,18 min)

- Toshinobu Kawai
500 m: 23. Platz (im Vorlauf ausgeschieden)
5000-m-Staffel: Bronze  (7:18,18 min)

- Tsutomu Kawasaki
500 m: 16. Platz (im Viertelfinale ausgeschieden)
5000-m-Staffel: Bronze  (7:18,18 min)

Frauen
- Mie Naito
3000-m-Staffel: 4. Platz (4:44,50 min)

- Rie Satō
3000-m-Staffel: 4. Platz (4:44,50 min)

- Hiromi Takeuchi
3000-m-Staffel: 4. Platz (4:44,50 min)

- Nobuko Yamada
500 m: 10. Platz (im Viertelfinale ausgeschieden)
3000-m-Staffel: 4. Platz (4:44,50 min)

### Ski Alpin
Männer
- Tsuyoshi Tomii
Abfahrt: 25. Platz (1:54,23 min)
Super-G: Rennen nicht beendet
Riesenslalom: Rennen nicht beendet

- Takuya Ishioka
Super-G: 41. Platz (1:17,81 min)
Riesenslalom: 29. Platz (2:15,92 min)
Slalom: Rennen nicht beendet
Kombination: 9. Platz (51,83)

- Kiminobu Kimura
Super-G: 33. Platz (1:17,06 min)
Riesenslalom: 21. Platz (2:12,10 min)
Slalom: Rennen nicht beendet
Kombination: 15. Platz (64,14)

- Tetsuya Okabe
Slalom: 18. Platz (1:49,48 min)

Frauen
- Emi Kawabata
Abfahrt: 11. Platz (1:54,52 min)
Super-G: 31. Platz (1:27,31 min)
Riesenslalom: disqualifiziert
Kombination: 13. Platz (66,10)

- Sachiko Yamamoto
Abfahrt: 26. Platz (1:58,52 min)
Super-G: 33. Platz (1:27,54 min)
Slalom: Rennen nicht beendet
Kombination: Slalomrennen nicht beendet

### Skilanglauf
Männer
- Hiroyuki Imai
10 km klassisch: 27. Platz (30:17,3 min)
15 km Verfolgung: 29. Platz (42:32,8 min)
30 km klassisch: 32. Platz (1:29:35,6 h)
50 km Freistil: 25. Platz (2:13:33,0 h)

- Kazunari Sasaki
10 km klassisch: 46. Platz (31:31,4 min)
15 km Verfolgung: 35. Platz (43:08,6 min)
30 km klassisch: 40. Platz (1:30:35,9 h)
50 km Freistil: 40. Platz (2:17:20,1 h)

Frauen
- Fumiko Aoki
5 km klassisch: 30. Platz (15:33,0 min)
10 km Verfolgung: 19. Platz (28:44,4 min)
15 km klassisch: 37. Platz (48:30,2 min)
30 km Freistil: 44. Platz (1:36:21,9 h)
4 × 5 km Staffel: 12. Platz (1:04:09,3 h)

- Naomi Hoshikawa
5 km klassisch: 48. Platz (16:13,2 min)
10 km Verfolgung: 34. Platz (30:10,8 min)
15 km klassisch: 42. Platz (49:46,2 min)
30 km Freistil: 42. Platz (1:35:29,4 h)
4 × 5 km Staffel: 12. Platz (1:04:09,3 h)

- Yumi Inomata
5 km klassisch: 54. Platz (16:49,4 min)
10 km Verfolgung: 47. Platz (31:58,6 min)
4 × 5 km Staffel: 12. Platz (1:04:09,3 h)

- Miwa Ota
5 km klassisch: 43. Platz (16:03,1 min)
10 km Verfolgung: 43. Platz (31:17,3 min)
15 km klassisch: Rennen nicht beendet
30 km Freistil: 41. Platz (1:35:19,4 h)
4 × 5 km Staffel: 12. Platz (1:04:09,3 h)

### Skispringen
- Masahiko Harada
Normalschanze: 14. Platz (201,0)
Großschanze: 4. Platz (211,3)
Mannschaft: 4. Platz (571,0)

- Jirō Kamiharako
Normalschanze: 28. Platz (188,8)
Großschanze: 25. Platz (155,5)
Mannschaft: 4. Platz (571,0)

- Noriaki Kasai
Normalschanze: 31. Platz (187,1)
Großschanze: 26. Platz (154,4)
Mannschaft: 4. Platz (571,0)

- Kenji Suda
Normalschanze: 39. Platz (184,7)
Großschanze: 17. Platz (168,1)
Mannschaft: 4. Platz (571,0)